# فلقورة (حشرة)
الفلقورة أو بَرَاقّة (الاسم العلمي: Fulgora) هي جنس من الحشرات يتبع الفصيلة الفلقورية من رتبة نصفيات الأجنحة.	
سمي هذا الجنس على اسم إلهة البرق والرعد في الأساطير الرومانية فلقورة.

## أنواع الفلقورة
- فلقورة فانوسية (الاسم العلمي:Fulgora laternaria)
- فلقورة مزرقة (الاسم العلمي:Fulgora caerulescens)
- فلقورة براقة (الاسم العلمي:Fulgora candelaria)
- فلقورة كاسترية (الاسم العلمي:Fulgora castresii)
- فلقورة سيارانية (الاسم العلمي:Fulgora cearensis)
- فلقورة نحيلة الرأس (الاسم العلمي:Fulgora graciliceps)
- فلقورة معقدة (الاسم العلمي:Fulgora intricata)
- فلقورة ناصعة (الاسم العلمي:Fulgora lampetis)
- فلقورة لامعة (الاسم العلمي:Fulgora lucifera)
- فلقورة سوية الرأس (الاسم العلمي:Fulgora orthocephala)
- فلقورة سوداء الأجنحة (الاسم العلمي:Fulgora nigripennis)

### أجناس منقرضة
- فلقورة حبيبية (الاسم العلمي:Fulgora granulosa†)
- فلقورة صامتة (الاسم العلمي:Fulgora obticescens†)
- فلقورة متوطنة (الاسم العلمي:Fulgora populata†)

## أصنوفات
الأصنوفات الأدنى لهذا الكائن:
- كود سباركل
- تحديث القائمة

نوع:فلقورة براقة 
اسم علمي: Fulgora candelaria

نوع:فلقورة حبيبية 
اسم علمي: Fulgora granulosa

نوع:فلقورة سوداء الأجنحة 
اسم علمي: Fulgora nigripennis

نوع:فلقورة سوية الرأس 
اسم علمي: Fulgora orthocephala

نوع:فلقورة سيارانية 
اسم علمي: Fulgora cearensis

نوع:فلقورة صامتة 
اسم علمي: Fulgora obticescens

نوع:فلقورة فانوسية 
اسم علمي: Fulgora laternaria

نوع:فلقورة كاسترية 
اسم علمي: Fulgora castresii

نوع:فلقورة لامعة 
اسم علمي: Fulgora lucifera

نوع:فلقورة متوطنة 
اسم علمي: Fulgora populata

نوع:فلقورة مزرقة 
اسم علمي: Fulgora caerulescens

نوع:فلقورة معقدة 
اسم علمي: Fulgora intricata

نوع:فلقورة ناصعة 
اسم علمي: Fulgora lampetis

نوع:فلقورة نحيلة الرأس 
اسم علمي: Fulgora graciliceps

نوع:Fulgora crocodilia 
اسم علمي: Fulgora crocodilia

نوع:Fulgora pyraloides 
اسم علمي: Fulgora pyraloides

نوع:Fulgora pyrorhyncha 
اسم علمي: Fulgora pyrorhyncha

نوع:Fulgora riograndensis 
اسم علمي: Fulgora riograndensis

نوع:Fulgora servillei 
اسم علمي: Fulgora servillei